# Сан Бенедето дел Тронто
Сан Бенедѐто дел Тро̀нто (на италиански: San Benedetto del Tronto, на местен диалект: Sammenedèttë, Саменедетъ) е град и община в източна Италия, известен още като палмовата ривиера, провинция Асколи Пичено, регион Марке. Разположен е на 4 m надморска височина, на брега на Адриатическото море, с малко пристанище. Населението на града е 48 151 души (към април 2009).

## Побратимени градове
- Алба Юлия, Румъния